# Константин III (царь Абхазии)
Константин III (груз. კონსტანტინე III; ? - 923) — царь Абхазии с 894 по 923 год. Был сыном и преемником Баграта I.

## История

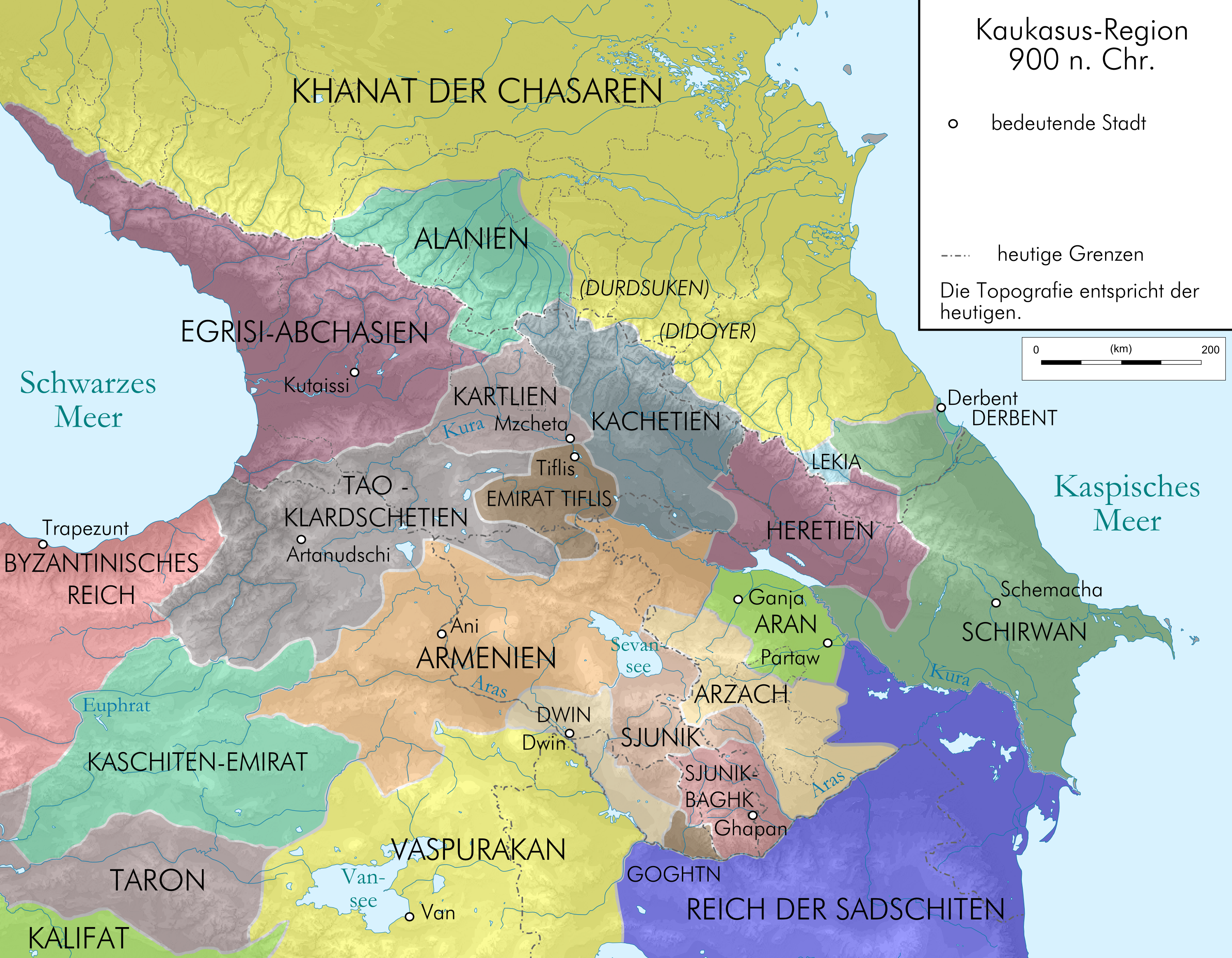
Карта Абхазского царство и соседних стран около 900 г. н.э.

Царствование Константина отмечено как постоянная борьба за гегемонию на грузинских территориях. Растущие экспансионистские тенденции королевства привели к расширению его царства на восток. В 904 году он, наконец, аннексировал значительную часть Картли, приблизив свои границы к контролируемому арабами Тифлису (современный Тбилиси).

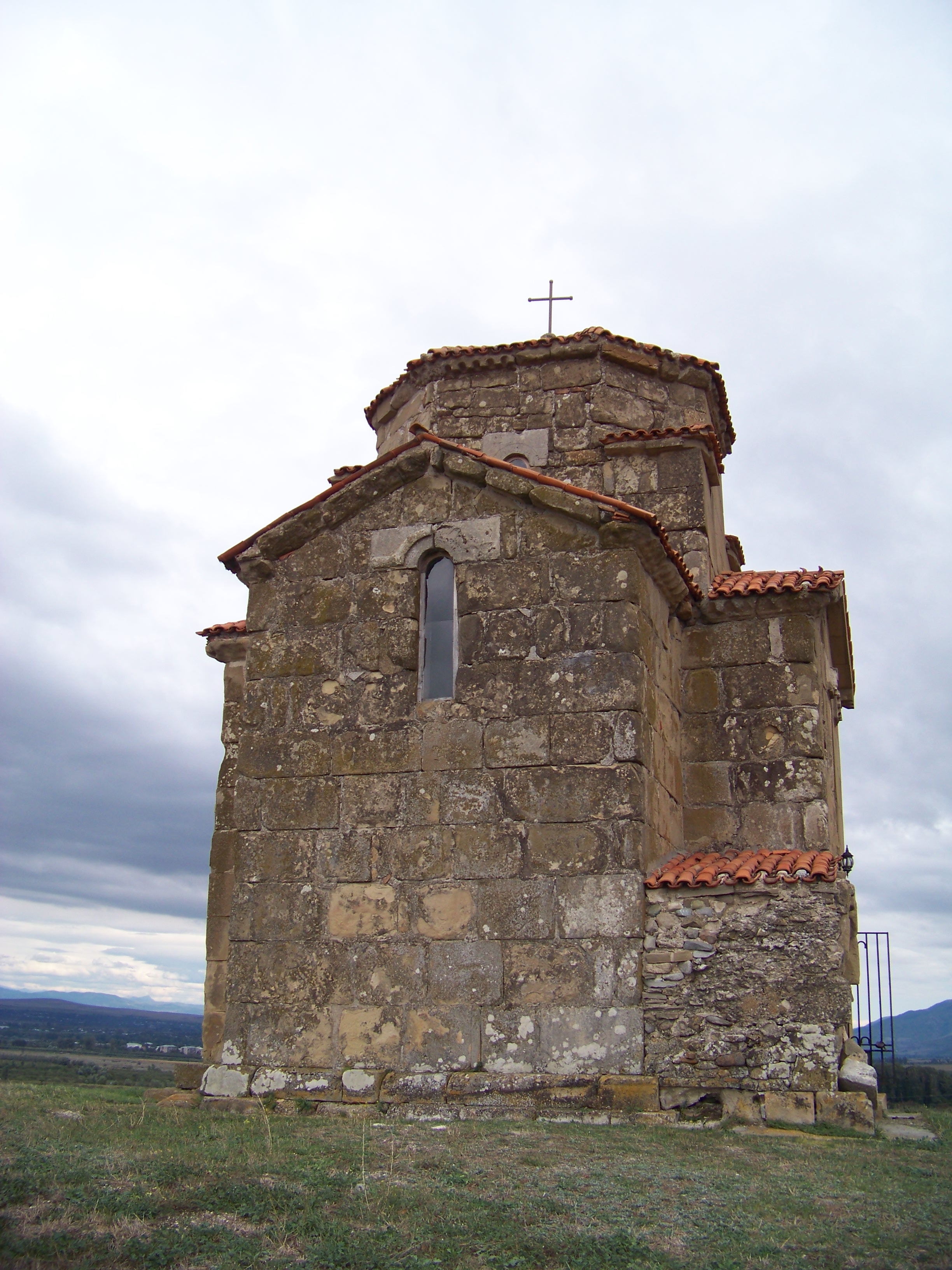
Церковь Самцевриси. Надпись из церкви упоминает Константина III.

Вскоре ему пришлось столкнуться с союзом царя Армении Смбата I и царя Картли Адарнасе  IV. Союзники участвовали в разгроме Константина III, их общего родственника, который соревновался с Адарнасе за гегемонию на внутреннюю Картли и со Смбатом в Гугарке. Адарнасе захватил Константина и передал его Смбату. Константин был заключен в тюрьму в Ани. Смбат освободил своего пленника, чтобы заключить союз против возрождающихся мусульман. Этому союзу способствовал брак Константина с дочерью Смбата. Этот ход, однако, повернул Адарнасе против Смбата. В 912 году, когда эмир Юсуф ибн Абу-с-Садж вторгся в Армению, Смбат попытался укрыться в Абхазии, но Адарнасе не позволил ему пересечь свои территории и был в конечном итоге захвачен и повешен в Двине (914). Впоследствии Юсуф ибн Абиль-Садж воспользовался возможностью, чтобы опустошить Тао-Кларджети. Эта кампания была одной из последних крупных попыток со стороны Аббасидского халифата сохранить свои разрушающиеся владения грузинскими землями. В результате кампании Тао-Кларджети был ослаблен. Константин III использовал слабость Адарнасе и восстановил свою власть над Картли. Адарнас был переведен в его часть наследственных земель в Тао и был вынужден признать себя вассалом Константина III. Это было началом почти шестидесятилетнего господства Абхазии над Тао-Кларджети. В следующем году Константин заключил союз с Кахетинского князя, Квирике I. Союзники вторглись в Эрети (княжество на грузино-албанских границах) и разделили его основные цитадели. Константин III также пытался расширить свое влияние на Аланию, поддерживая их христианизацию.

## Семья
Константин III женился на дочери Адарнасе IV.

### Дети
- Анонимная дочь, замужем за Ашот Кискаси из Кларджети.
- Георгий II, царь Абхазии с 916 по 960 гг.
- Баграт II, претендент на трон.